# Herzogtum Lauenburg
Herzogtum Lauenburg là một Kreis (huyện), thuộc bang Schleswig-Holstein, Đức.

## Thị trấn và đô thị
(Populations vào 30 tháng 6 2005 in brackets)
| Thị trấn và đô thị độc lập |
| --- |
| 1. Geesthacht (29,404) 2. Lauenburg/Elbe (11,692) 3. Mölln (18,496) 4. Ratzeburg (13,708) 5. Schwarzenbek (14,865) 6. Wentorf bei Hamburg (11,433) |

| Ämter | Ämter | Ämter |
| --- | --- | --- |
| - 1. Berkenthin 1. Behlendorf (393) 2. Berkenthin1 (2,027) 3. Bliestorf (693) 4. Düchelsdorf (159) 5. Göldenitz (229) 6. Kastorf (1,146) 7. Klempau (601) 8. Krummesse (1,566) 9. Niendorf bei Berkenthin (187) 10. Rondeshagen (864) 11. Sierksrade (308) - 2. Breitenfelde [seat: Mölln] 1. Alt Mölln (864) 2. Bälau (239) 3. Borstorf (307) 4. Breitenfelde (1,812) 5. Grambek (393) 6. Hornbek (176) 7. Lehmrade (463) 8. Niendorf an der Stecknitz (628) 9. Schretstaken (518) 10. Talkau (527) 11. Woltersdorf (280) - 3. Büchen 1. Besenthal (75) 2. Bröthen (274) 3. Büchen1 (5,515) 4. Fitzen (361) 5. Göttin (55) 6. Gudow (1,652) 7. Güster (1,190) 8. Klein Pampau (647) 9. Langenlehsten (157) 10. Müssen (942) 11. Roseburg (509) 12. Schulendorf (452) 13. Siebeneichen (259) 14. Tramm (335) 15. Witzeeze (917) | - 4. Hohe Elbgeest 1. Aumühle (3,088) 2. Börnsen (3,822) 3. Dassendorf1 (3,105) 4. Escheburg (3,036) 5. Hamwarde (751) 6. Hohenhorn (443) 7. Kröppelshagen-Fahrendorf (1,082) 8. Wiershop (173) 9. Wohltorf (2,264) 10. Worth (171) 11. Sachsenwald, unincorporated area - 5. Lauenburgische Seen (seat: Ratzeburg) 1. Albsfelde (59) 2. Bäk (793) 3. Brunsmark (153) 4. Buchholz (245) 5. Einhaus (393) 6. Fredeburg (39) 7. Giesensdorf (93) 8. Groß Disnack (91) 9. Groß Grönau (3,476) 10. Groß Sarau (877) 11. Harmsdorf (229) 12. Hollenbek (450) 13. Horst (256) 14. Kittlitz (259) 15. Klein Zecher (248) 16. Kulpin (248) 17. Mechow (92) 18. Mustin (715) 19. Pogeez (394) 20. Römnitz (61) 21. Salem (560) 22. Schmilau (601) 23. Seedorf (529) 24. Sterley (971) 25. Ziethen (972) - 6. Lütau (seat: Lauenburg/Elbe) 1. Basedow (678) 2. Buchhorst (163) 3. Dalldorf (353) 4. Juliusburg (184) 5. Krukow (196) 6. Krüzen (337) 7. Lanze (407) 8. Lütau (677) 9. Schnakenbek (846) 10. Wangelau (220) | - 7. Sandesneben-Nusse 1. Duvensee (539) 2. Grinau (315) 3. Groß Boden (211) 4. Groß Schenkenberg (537) 5. Klinkrade (539) 6. Koberg (733) 7. Kühsen (378) 8. Labenz (823) 9. Lankau (491) 10. Linau (1,150) 11. Lüchow (217) 12. Nusse (1,027) 13. Panten (725) 14. Poggensee (337) 15. Ritzerau (287) 16. Sandesneben1 (1,616) 17. Schiphorst (571) 18. Schönberg (1,291) 19. Schürensöhlen (166) 20. Siebenbäumen (657) 21. Sirksfelde (308) 22. Steinhorst (554) 23. Stubben (424) 24. Walksfelde (188) 25. Wentorf, Sandesneben (728) - 8. Schwarzenbek-Land (seat: Schwarzenbek) 1. Basthorst (384) 2. Brunstorf (609) 3. Dahmker (150) 4. Elmenhorst (912) 5. Fuhlenhagen (292) 6. Grabau (288) 7. Groß Pampau (125) 8. Grove (231) 9. Gülzow (1,302) 10. Hamfelde (453) 11. Havekost (147) 12. Kankelau (212) 13. Kasseburg (534) 14. Kollow (658) 15. Köthel (283) 16. Kuddewörde (1,329) 17. Möhnsen (524) 18. Mühlenrade (189) 19. Sahms (368) |
| 1seat of the Amt | | |